# يوسوك نومورا
يوسوك نومورا (باليابانية: 野村祐輔؛ بالكانا: のむら ゆうすけ) هو لاعب كرة قاعدة ياباني، ولد في 24 يونيو 1989 في كوراشيكي في اليابان.

## وصلات خارجية
- يوسوك نومورا على موقع الدوري الياباني لكرة القاعدة (الإنجليزية)
- يوسوك نومورا على موقعبيزبول رفرنس.كوم (الدوري الثانوي) (الإنجليزية)